# 瀬戸利樹
瀬戸 利樹（せと としき、1995年10月7日 - ）は、日本の俳優。千葉県出身。研音を経て、現在はKON-RUSHに所属。

## 略歴
俳優デビュー前は、初めて東京都に行った際に美容師に声をかけられ、サロンモデルとして活動していた。
2013年より研音の新人部門Next Generationに所属し、2014年にテレビドラマ『弱くても勝てます 〜青志先生とへっぽこ高校球児の野望〜』で俳優デビュー。
2015年、『ストレイヤーズ・クロニクル』にて映画初出演。同年8月より研音所属となる。
2016年、特撮ドラマ『仮面ライダーエグゼイド』にて鏡飛彩 / 仮面ライダーブレイブ役として初のレギュラー出演を務める。
2019年、ドラマ『偽装不倫』にて天真爛漫な年下男子・八神風太を演じ、話題となった。
2022年3月31日をもって研音グループを離籍後、株式会社KON-RUSHへ移籍。

## 人物
- 趣味は映画鑑賞。特技は野球。
- 『仮面ライダーゴースト』でもオーディションを受けていたが落選した[11]。瀬戸は、同じ事務所で同年齢であった山本涼介が、ゴーストで深海マコト / 仮面ライダースペクター役となったことに悔しさを感じ、『エグゼイド』のオーディションではその気持ちを糧に全力で挑んだことを語っている[11]。
- 甘いものが体質に合わない。幼少期に鼻血を出したことから特にチョコレートは苦手としている[11]。『仮面ライダーエグゼイド』で演じる鏡飛彩は甘党の設定だったため、スイーツを食べる演技は瀬戸にとって新たな試みである[11]。
- 『仮面ライダー龍騎』に登場する、仮面ライダー王蛇を最も好きなライダーとして挙げている。映画『仮面ライダー×スーパー戦隊 超スーパーヒーロー大戦』に出演した北岡秀一 / 仮面ライダーゾルダ役の小田井涼平ともぜひ共演したかったとパンフレットにコメントを寄せている。
- 『エグゼイド』では、それまでの人生で最も髪を長く伸ばしており、番組終了後に髪を切ったことで、番組の卒業を実感したという[2]。

## 出演

### ドラマ

#### テレビドラマ
- 弱くても勝てます 〜青志先生とへっぽこ高校球児の野望〜（2014年4月12日 - 6月21日、日本テレビ） - 桐生晋太郎 役
- お家さん（2014年5月9日、読売テレビ） - 長造 役
- ビンタ! 〜弁護士事務員ミノワが愛で解決します〜 第9話（2014年11月27日、読売テレビ） - 足立聡 役
- 化石の微笑み（2015年3月29日、テレビ朝日） - 山本 役
- 天皇の料理番（2015年4月26日 - 7月12日、TBS） - 秋山耕四郎 役
- モンタージュ 三億円事件奇譚（2016年6月25日・26日、フジテレビ） - 横溝保 役[12]
- 仮面ライダーシリーズ（テレビ朝日）
  - 仮面ライダーエグゼイド（2016年10月2日 - 2017年8月27日） - 鏡飛彩 / 仮面ライダーブレイブ 役[8]
  - 仮面ライダージオウ 第3・4話（2018年9月16日・23日） - 鏡飛彩 役（友情出演）[13]
- ひぐらしのなく頃に解（2016年11月25日 - 12月16日、BSスカパー!） - 北条悟史 役
- 重要参考人探偵 第7話（2017年12月1日、テレビ朝日） - 清見悠 役[14]
- いつまでも白い羽根（2018年4月7日 - 5月26日、東海テレビ・フジテレビ） - 日野瞬也 役[15]
- シグナル 長期未解決事件捜査班 第8話 - 最終話（2018年5月29日 - 6月12日、フジテレビ） - 斉藤裕也 役
- 深夜のダメ恋図鑑（2018年10月7日 - 12月9日、テレビ朝日） - 国分諒 役
- リーガルV〜元弁護士・小鳥遊翔子〜 第5話（2018年11月15日、テレビ朝日） - 町村誠 役
- 都立水商! 〜令和〜（2019年5月5日 - 6月23日、MBS・TBS） - 大竹哲太 役[16]
- 偽装不倫（2019年7月10日 - 9月11日、日本テレビ） - 八神風太 役[9]
- ランチ合コン探偵 〜恋とグルメと謎解きと〜（2020年1月9日 - 3月12日、読売テレビ） - 桜井健斗 役[17]
- マリーミー!（2020年10月4日 - 12月6日、朝日放送テレビ） - 秋保心 役[18]
- シンデレラはオンライン中!（2021年1月12日 - 3月16日、フジテレビ） -  主演・小野田朝陽 役[19]
- 理想のオトコ（2021年4月8日 - 5月27日、テレビ東京） -  高野正巳 役[20]
- ウソかホントかわからない やりすぎ都市伝説 ザ・ドラマ 「ドッペルゲンガー」（2021年4月28日、テレビ東京） - リク 役 [21]
- 推しの王子様 （2021年7月15日 - 9月23日、フジテレビ） - 有栖川遼 役[22]
- お茶にごす。（2021年10月8日 - 12月24日、テレビ東京） - 山田航 役[23]
- 先輩、断じて恋では!（2022年6月17日 - 8月12日、MBS 他） - 金田優希 役（内藤秀一郎とダブル主演）[24][25][26][27]
- 六本木クラス 第3話（2022年7月21日、テレビ朝日） - 立花健人 役
- サンドナイツがプロ野球選手だけの居酒屋はじめました（2023年1月6日 - 3月24日、テレビ東京 他） - 主演[28]
- 僕らのミクロな終末（2023年1月30日 - 3月20日、朝日放送テレビ） - 仁科真澄 役（中田圭祐とダブル主演）[29][30]
- マクラコトバ 第5話（2023年3月25日、CBCテレビ） - 夏目悟 役[31]
- クールドジ男子 第6話 - 最終話（2023年5月20日 - 7月1日 、テレビ東京） - 五十嵐元晴 役[32]
- ソロ活女子のススメ3 第10話（2023年6月8日、テレビ東京） - 五十嵐元晴 役[33]
- 十津川警部の事件簿「終着駅殺人事件」（2023年10月9日、テレビ東京） - 安田章 役[34]
- 買われた男（2024年4月18日 - 6月20日、テレビ大阪） - 主演・ヤマト 役[35]
- おいハンサム!!2 第4話（2024年4月27日、東海テレビ・フジテレビ） - 森川 役[36]
- どうか私より不幸でいて下さい（2024年7月10日 - 9月25日、日本テレビ） - 名取信一 役[37]
- ROOM〜史上最悪の一期一会（2024年8月27日 - 9月24日、BS-TBS・BS-TBS 4K） - 青山欣一 役[38]

#### 配信ドラマ
- 仮面ライダーシリーズ
  - 仮面ライダーブレイブ 〜Surviveせよ!復活のビーストライダー・スクワッド!〜（2017年2月19日、東映特撮ファンクラブ） - 主演・鏡飛彩 / 仮面ライダーブレイブ 役
  - 仮面戦隊ゴライダー（2017年3月25日 - 4月8日、auビデオパス） - 鏡飛彩 / 仮面ライダーブレイブ 役
  - 仮面ライダージオウ 補完計画 4.5話（2018年9月23日、東映特撮ファンクラブ） - 鏡飛彩 役
- シンデレラはオンライン中!（2021年1月12日 - 3月16日、FOD） -  小野田朝陽 役[19]
- 主夫メゾン（2021年2月26日 - 3月26日、TELASA） - 牧田伸 役[39][40]
- ぼくの推しは王子様（2021年7月15日 - 9月23日、FOD） - 有栖川遼 役[41]
- DEATHきゅんループは止まらない！（2022年1月26日 - 3月30日、LINE NEWS VISION） - ショウヤ 役[42]
- クールドジ男子 ～ボクらの恋バナ～（2023年6月30日 - 7月21日、Lemino） - 五十嵐元晴 役
- サバイブ!～死ぬくらいなら起業してやる～（2025年8月8日、BUMP）[43]

### 映画
- ストレイヤーズ・クロニクル（2015年6月27日、ワーナー・ブラザース映画） - 隆二 役
- 仮面ライダーシリーズ（東映）
  - 仮面ライダー平成ジェネレーションズ Dr.パックマン対エグゼイド&ゴーストwithレジェンドライダー（2016年12月10日） - 鏡飛彩 / 仮面ライダーブレイブ 役
  - 仮面ライダー×スーパー戦隊 超スーパーヒーロー大戦（2017年3月25日） - 鏡飛彩 / 仮面ライダーブレイブ、仮面ライダートゥルーブレイブ 役（二役）
  - 劇場版 仮面ライダーエグゼイド トゥルー・エンディング（2017年8月5日） - 鏡飛彩 / 仮面ライダーブレイブ 役
  - 仮面ライダー平成ジェネレーションズ FINAL ビルド&エグゼイド with レジェンドライダー（2017年12月9日） - 鏡飛彩 / 仮面ライダーブレイブ 役
- PとJK（2017年3月25日、松竹） - 伊藤 役
- チア男子!!（2019年5月10日、バンダイナムコアーツ・ポニーキャニオン） - 徳川翔 役[44]
- カイジ ファイナルゲーム（2020年1月10日、東宝） - 菅原太一 役
- シグナル100（2020年1月24日、東映） - 和田隼 役
- 老後の資金がありません!（2021年10月30日、東映） - 後藤勇人 役[45]
- 政見放送（2023年9月9日、セブンフィルム・トキメディアワークス） - 本宮直 役[46][47]
- 満天の星の下で（2025年6月20日、Atemo） - 陣内隼人 役[48][49]
- 牙狼＜GARO＞TAIGA（2025年10月17日公開予定、東映）- 蛇道 役[50]

### オリジナルビデオ
- 仮面ライダーシリーズ（東映）
  - 仮面ライダーエグゼイド [裏技] 仮面ライダーゲンム PART.II・III（2017年4月15日[注 1]） - 鏡飛彩 / 仮面ライダーブレイブ 役
  - てれびくん超バトルDVD 仮面ライダーエグゼイド [裏技] 仮面ライダーレーザー（2017年） - 鏡飛彩 / 仮面ライダーブレイブ 役
  - 仮面ライダーエグゼイド トリロジー アナザー・エンディング - 鏡飛彩 / 仮面ライダーブレイブ 役[51]
    - 仮面ライダーブレイブ&仮面ライダースナイプ（2018年3月28日）※松本享恭とW主演
    - 仮面ライダーゲンムVS仮面ライダーレーザー（2018年4月25日）

### 劇場アニメ
- 君は彼方（2020年11月27日、ラビットハウス・エレファントハウス） - 鬼司如新 役[52][53]

### テレビ番組
- 痛快TV スカッとジャパン 第30回「切ない高校デビュー」（2015年9月28日、フジテレビ） - 鮫島聡太 役
- エイエイGO!（2016年4月10日 - 2017年3月26日、NHK Eテレ）
- ぱりぴTV（2017年6月26日 - 6月30日、テレビ朝日）
- #311246 大切なものは何ですか（山戸結希監督作品「わたしの大切なあなた」のナレーター）（2017年3月11日、NHK総合）
- ヒルナンデス!（2020年10月2日 - 11月27日、日本テレビ） - 金曜シーズンレギュラー
- ポップUP!「昼上がりのオンナたち～ワタシの選択～」第4話（2022年9月30日、フジテレビ） - 吉瀬 役
- サンドナイツがプロ野球選手だけの居酒屋はじめました（2023年1月5日 - 、テレビ東京） - 再現ドラマ出演[54]

### 舞台
- 私のホストちゃん THE FINAL ～激突!名古屋栄編（2016年1月29日 - 3月2日） - 何時果 役[55][56]
- 演劇集団Z-Lion 第9回公演「夢のLife two トゥライフ」（2017年10月25日 - 29日）[57]
- 大きな虹のあとで〜不動四兄弟〜（2018年8月3日 - 7日）[58]
- あずみ〜戦国編〜（2020年3月14日 - 29日、Bunkamuraシアターコクーン / 4月4日・5日、COOL JAPAN PARK OSAKA WW ホール[注 2]） - うきは 役[61][62]
- いまを生きる（2021年1月16日 - 31日、新国立劇場 中劇場 / 2月11日 - 14日、サンケイホールブリーゼ / 2月20日・21日、東海市芸術劇場） - ニール・ペリー 役[63]
- DisGOONie Presents Vol.10 舞台『MOTHERLAND』（2021年12月3日 - 12日、明治座 / 12月18日 - 19日、森ノ宮ピロティホール） - 昌平君 役[64]
- 修羅雪姫 - 復活祭50th - 修羅雪と八人の悪党（2022年3月18日 - 27日、 紀伊國屋ホール）[65]
- DisGOONie Presents Vol.11 舞台『Little Fandango』（2022年6月10日 - 19日、EX THEATER ROPPONGI / 7月2日 - 3日、COOL JAPAN PARK OSAKA WWホール） - ティック・リチャード・ブリュワー 役[66][67]
- 朗読劇「青空」（2022年11月11日、博品館劇場） - 大和 役
- イヴの時間（2022年12月23日 - 29日、博品館劇場） - 向坂リクオ 役
- 『FLAGLIA THE MUSICAL』～ゆきてかえりし物語～（2023年2月3日 - 9日、日本青年館ホール） - ハッシュ 役
- それを言っちゃお終い（2023年2月24日 - 26日、六本木トリコロールシアター）
- 朗読劇「あの空を。」（2023年7月27日、I'M A SHOW） - マツオ 役[68]
- ETERNAL GHOST FISH-永恒机关魚-（2023年10月13日 - 22日、紀伊國屋ホール）- アマチャン 役[69]
- トレインライドシアター『このレールはドラマチック』（2023年11月19日・23日、京急線 品川〜京急蒲田） - 富樫浩平 役（『ただの偶然ですか？』）[70][71]
- DisGOONie Presents Vol.13 舞台『Go back to Goon  Docks』「桜の森の満開の下」（2024年1月13日 - 20日、EX THEATER ROPPONGI） - ウマヤド 役
- 朗読劇『ROOM』（2024年5月16日・26日、こくみん共済 coop ホール/スペース・ゼロ）[72]
- 川谷絵音 presents "独特な人" 第七回公演 『Liar's House』（2024年10月12日・13日、日本橋三井ホール）- 丸山隼人 役
- どうせ、恋してしまうんだ。（2025年2月6日 - 16日、THEATER MILANO-Za / 2月19日 - 25日、COOL JAPAN PARK OSAKA TTホール） - 星川透吾 役[73][74]
- マーダーミステリーシアター『殺意の代償』（2025年3月12日、品川プリンスホテル クラブeX）- 霧島亜蘭 役[75]
- SHOW×MUSICAL『ドリームハイ』（2025年4月11日 - 27日、シアターH） - チン・グク 役[76]
- 生演奏朗読劇「桜桃探偵舎」（2025年5月5日、日経ホール）- 太宰治 役
- DisGOONie Presents Vol.15 舞台『恋ひ付喪神ひら』（2025年6月6日、シアターH）※ゲスト出演[77][78]
- 朗読劇「ROOM」2025（2025年6月26日・7月3日・7月6日、シアターサンモール）[79]

### ミュージックビデオ
- 家入レオ「チョコレート」（2013年）
- Suzu「you can do it!」（2014年）
- Suzu「ひかりの方へ」（2014年）
- SPYAIR「ファイアスターター」（2015年）
- コブクロ「風をみつめて」（2018年）
- Qyoto「夏の雪」（2019年）[80]
- Rude-α「マリーミー」（2020年）[81]
- Novelbright「ワンルーム」（2021年）[82]

### CM
- 大塚製薬「オロナミンC」（2017年）
- SONY「PlayStation®VR」（2017年）
- ライフネット生命（2021年）

### 配信コンテンツ
- カラオケDAM「胸キュン男子（シェアハウス篇）」（2020年6月2日、カラオケDAM） - 翼 役[83]
- ロクシタン「恋を呼ぶハーブ」ヴァーベナ プロモーションムービー「#見えないペアルック 胸キュンムービー8連発」（2021年6月）[84]
- 私たち結婚しました 4（2022年11月4日 - 2023年1月6日、ABEMA）[85]
- Second ID（2023年6月3日 - 、Artistspoken）
- DELISH KITCHEN お料理向上委員会（2024年3月7日 - 28日<予定> 、YouTube・Instagram）※3月木曜ゲスト

### ゲーム
- 仮面ライダーシリーズ（バンダイナムコエンターテインメント） - 仮面ライダーブレイブ 役
  - 仮面ライダーバトル ガンバライジング（2016年、アーケード）
  - 仮面ライダー トランセンドヒーローズ（2016年、Android・iOS）
  - オール仮面ライダー ライダーレボリューション（2016年12月1日、3DS）
  - 仮面ライダー クライマックスファイターズ（2017年12月7日、PS4）
  - 仮面ライダー クライマックススクランブル ジオウ（2018年11月29日、Nintendo Switch）
  - 仮面ライダーバトル ガンバレジェンズ（2023年、アーケード）

### 玩具・食玩
- 仮面ライダーエグゼイド エキサイトリンク エグゼイドアームズII 鳴る!!タドルクエストガシャット（2017年4月11日） - 鏡飛彩 役
- 仮面ライダーエグゼイド DXゲームスコープ（2017年6月14日） - 鏡飛彩 役
- DX仮面ライダーエグゼイド メモリアルフィニッシュガシャットセット（2017年12月） - 鏡飛彩 役

## 作品

### 写真集
- SETOGRAPH（2017年10月6日、ホーム社）[86]
- et SETO la（2021年3月20日、ワニブックス）